# Osgood (Missouri)
Osgood è un villaggio degli Stati Uniti d'America, situato nello Stato del Missouri, nella contea di Sullivan.